# Пири Вепу
Пири Вепу (енгл. Piri Weepu; 7. септембар 1983) професионални је новозеландски рагбиста, који тренутно игра за француски тим Ојонакс. Висок 178 цм, тежак 96 кг, за Велингтон је одиграо 54 утакмице и дао 249 поена, за Окленд 9 утакмица и 27 поена, за Херикејнсе 84 утакмице и 250 поена, за Блузсе 40 утакмица и 58 поена, а за Лондон Велш 13 утакмица. У финалу најјаче лиге на свету 2006. доживео је потрес мозга, али се опоравио. За "ол блексе" је одиграо 71 тест меч и постигао 103 поена. На светском првенству 2011. водио је ратнички плес "хака". Са Новим Зеландом је 5 пута освојио шампионат јужне хемисфере (2005, 2006, 2007, 2008 и 2010.) и 1 титулу првака света.